# Полтавщина
Полтавщина — історико-географічний регіон, що розташований у Лівобережній частині країни, у пониззях та у середній течії річок Сули, Псла та Ворскли, з історичним центром у Полтаві. У сучасній Україні його територія входить переважно до Полтавської області, а поняття «Полтавщини» часто є її синонімом.

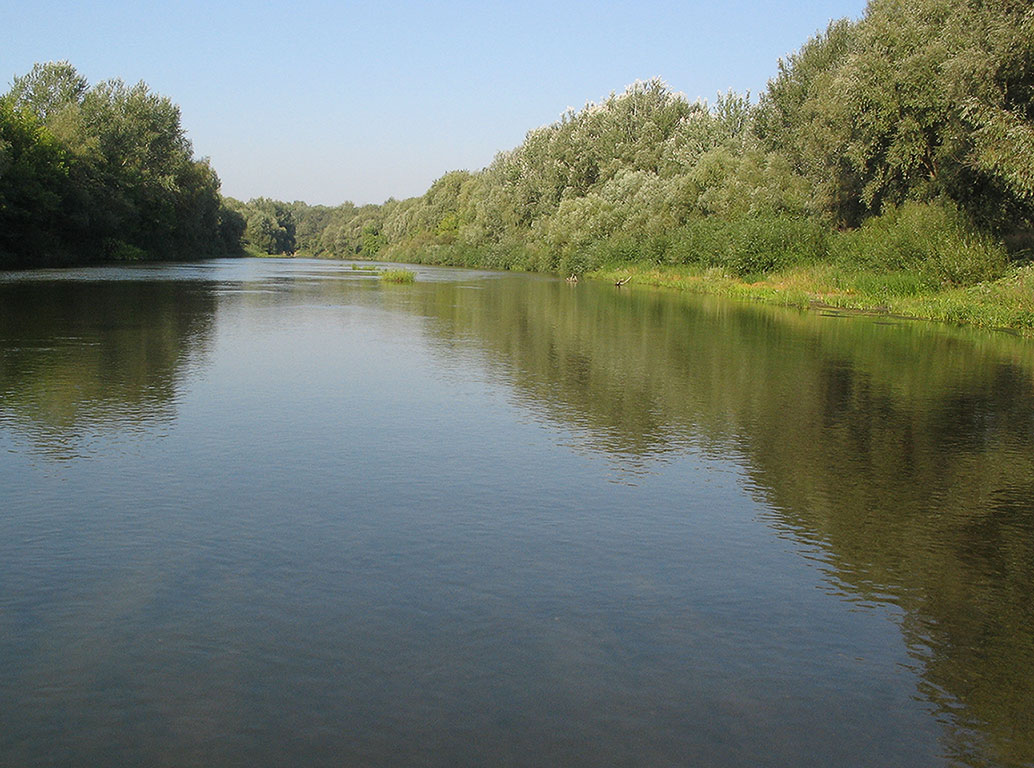
Річка Говтва (притока Псла), поблизу Решетилівки

Найдавніші поселення на теренах сучасної Полтавщини з'явилися в епоху пізнього палеоліту. Відомою є стоянка поблизу села Гінці. Також було знайдено велике городище скіфського часу поблизу села Більськ.
З початку XIX до початку XX століття Полтавщина грала велику роль в українському національному відродженні, оскільки була економічно одним із найрозвиненіших регіонів України. На Полтавщині жило багато дворянських нащадків козацької старшини, а місцеві землевласники мали міцні позиції завдяки родючим ґрунтам і зростанню торгівлі з новоколонізованими південними землями (велике значення мали місцеві ярмарки). У середовищах місцевих еліт знайшли відгук ідеї Тараса Шевченка та Кирило-Мефодіївського товариства, і аж до революції 1917 року Полтавщина залишалася одним з основних осередків громадського життя українців. Значення Полтавщини впало в 1920-х після радянської окупації, розкуркулення і колективізації.
З Полтавщини походило багато важливих українських культурних та політичних діячів XIX — початку XX століття, серед них Михайло Драгоманов, Іван Котляревський, Олена Пчілка, Панас Мирний, Григорій Сковорода, Микола Гоголь, Леонід Глібов, Євген Гребінка, Михайло Старицький, Симон Петлюра, Павло Скоропадський.
На основі говорів сучасної Полтавщини та Південної Київщини сформувалася сучасна українська літературна мова.